# Stenares acutus
Stenares acutus är en insektsart som beskrevs av Soumyendra Nath Ghosh 1990. Stenares acutus ingår i släktet Stenares och familjen myrlejonsländor. Inga underarter finns listade i Catalogue of Life.